# Роберт Мартінек
Роберт Мартінек (нім. Robert Martinek; 2 лютого 1889 — 28 червня 1944) — австрійський і німецький офіцер, генерал артилерії вермахту. Кавалер Лицарського хреста Залізного хреста з дубовим листям.

## Біографія

### Початок військової кар'єри
Народився в родині пивовара. У 1907 році записався в імператорську армію. Після закінчення військового училища в серпні 1910 року одержав звання лейтенанта, направлений в полк польової артилерії. 

### Перша світова війна
На початку Першої світової війни воював на Галицькому фронті, з вересня 1914 року — командир батареї. За бойові заслуги відзначений численними нагородами

### Між світовими війнами
Продовжив службу в армії Австрійської республіки. У 1930-х роках викладав в артилерійській школі, автор ряду технічних удосконалень. Після аншлюсу автоматичо став офіцером вермахту. Перед початком Другої світової війни — начальник артилерії 7-го армійського корпусу.

### Друга світова війна
Учасник Польської і Французької кампаній, а також боїв на радянсько-німецькому фронті. З 10 листопада 1941 по 1 січня 1942 року — командир 267-ї піхотної дивізії (бої під Москвою в районі Точкові, Звенигорода і Руза). В результаті радянського наступу 11-17 грудня 1941 дивізія виявилася розірвана на дві частини. В ході відступу від Звенигорода до Рузі нею була втрачена фактично вся артилерія. Стояло питання про розформування з'єднання.
З 1 січня по 1 травня 1942 року — командир 7-ї гірської дивізії. З травня 1942 року — командувач 30-м артилерійським командуванням 11-ї армії. З 22 липня по 10 вересня 1942 року — знову командир 7-ї гірської дивізії. Одночасно з 1 січня по 1 грудня 1942 року — командир 1-ї гірської дивізії.
З 1 грудня 1942 по 13 листопада 1943 року і з 18 квітня по 28 червня 1944 року — командувач 39-м танковим корпусом. 28 червня 1944 загинув в результаті авіанальоту в ході радянського наступу в Білорусії.

## Оцінка
Еріх фон Манштейн називав Мартінека «видатним артилеристом».
Командувач обороною і останній комендант Берліна Гельмут Вейдлінг, перебуваючи в радянському полоні, в 1951 році дав наступну характеристику Роберту Мартінек: «Один з найбільш здібних артилеристів, яких мені коли-небудь доводилося знати. На мою думку, він був би найкращим кандидатом на пост інспектора артилерії німецької армії.»

## Звання
- Кадет-кандидат в офіцери (18 серпня 1907)
- Фенріх (1908)
- Лейтенант (1 серпня 1910)
- Обер-лейтенант (1 серпня 1914)
- Гауптман (17 квітня 1917)
- Майор (7 липня 1921)
- Оберст-лейтенант (4 листопада 1930)
- Оберст (15 грудня 1934)
- Генерал-майор (1 червня 1941)
- Генерал-лейтенант (1 грудня 1941)
- Генерал артилерії (1 січня 1943)

## Нагороди
- Ювілейний хрест (2 грудня 1908)

### Перша світова війна
- Військовий Хрест Карла
- Хрест «За військові заслуги» (Австро-Угорщина) 3-го класу з військовою відзнакою і мечами (3 серпня 1915)
- Медаль «За військові заслуги» (Австро-Угорщина) на стрічці хреста «За військові заслуги» з мечами — отримав 4 нагороди.
  - Бронзова (19 грудня 1914)
  - 3 срібних (17 березня 1916, 26 травня 1917, 22 вересня 1918)
- Орден Залізної Корони 3-го класу з військовою відзнакою і мечами (5 листопада 1917)

### Міжвоєнний період
- Почесний знак «За заслуги перед Австрійською Республікою», золотий знак (17 березня 1930)
- Хрест «За вислугу років» (Австрія) 2-го класу для офіцерів
- Пам'ятна військова медаль (Австрія) з мечами
- Пам'ятна військова медаль (Угорщина) з мечами
- Медаль «За вислугу років у Вермахті» 4-го, 3-го, 2-го і 1-го класу (25 років)
- Почесний хрест ветерана війни з мечами
- Іспанський хрест в бронзі

### Друга світова війна
- Залізний хрест
  - 2-го класу (25 вересня 1939)
  - 1-го класу (20 травня 1940)
- Сертифікат Пошани Головнокомандувача Сухопутних військ Вермахту (22 вересня 1941)
- Лицарський хрест Залізного хреста з дубовим листям
  - Лицарський хрест (26 грудня 1941)
  - Дубове листя (№388; 10 лютого 1944) — нагорода вручена особисто Адольфом Гітлером у Берггофі.
- Кримський щит
- Медаль «За зимову кампанію на Сході 1941/42» (1 вересня 1942)
- Орден Корони Румунії, великий хрест з мечами на стрічці «Військова доблесть»
- Тричі відзначений у Вермахтберіхт (24 жовтня 1943, 3 квітня 1944 і 3 липня 1944)
  - «У важких оборонних боях командири генерал артилерії Мартінек і генерал артилерії Пфайффер, а також генерал-лейтенант Шюнеман, вірні присязі, прийняли героїчні смерть, б'ючись на чолі свого корпусу.» (3 липня 1944; посмертно)

## Вшанування пам'яті
28 червня 1963 року на честь Мартінека назвали казарми артилеристів у Бадені.